# Sierra del Montsec

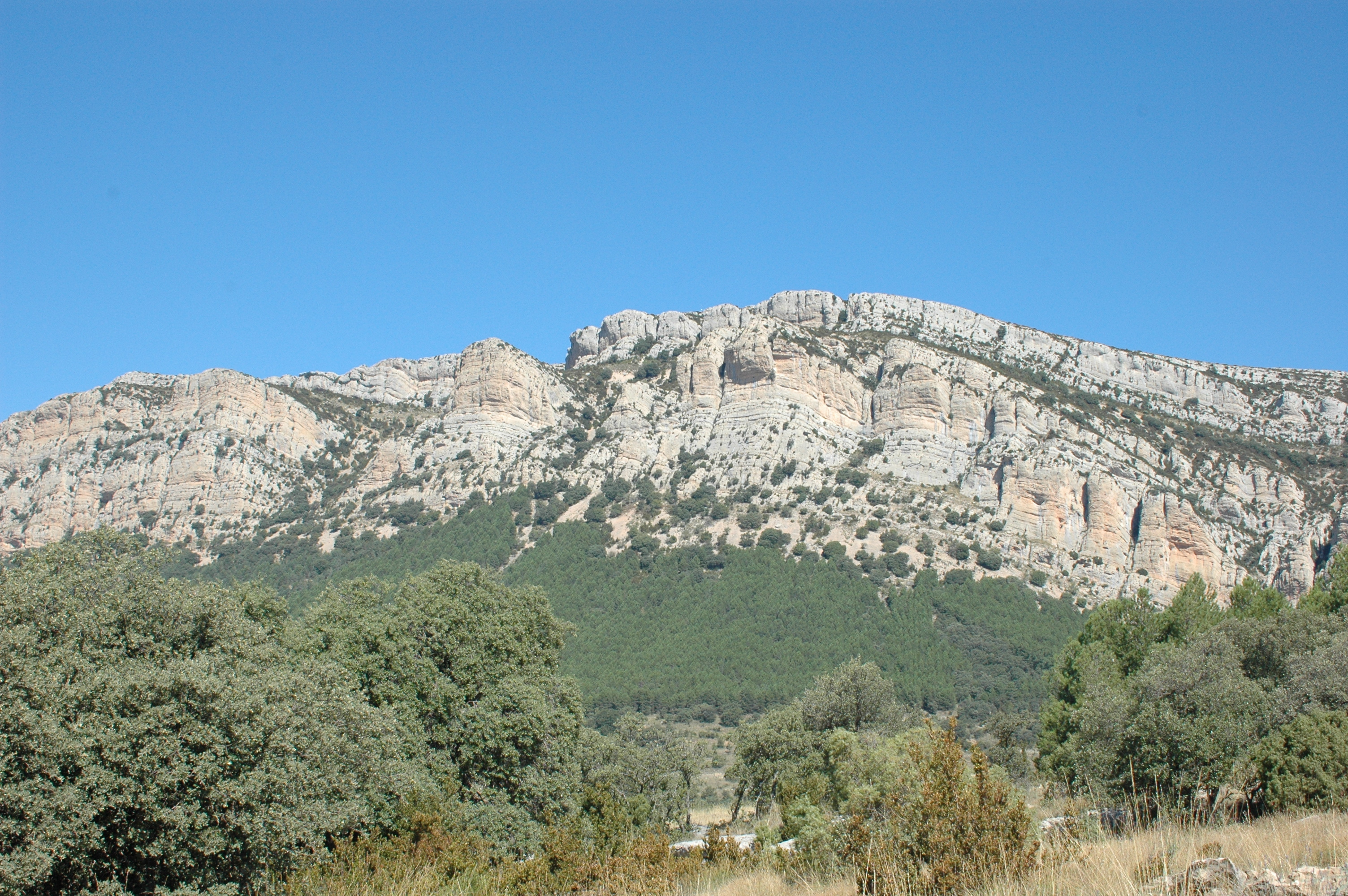
El Montsec d'Ares.

La sierra del Montsec (literalmente Monte Seco) es una cordillera calcárea de unos 40 km  de largo y una superficie de 186,96 km², en la provincia catalana de Lérida y la aragonesa de Huesca, en España.
Su tramo catalán fue protegido por el Plan de Espacios de Interés Natural (PEIN) de la Generalidad de Cataluña en 1992.

## Estructura
Perfectamente orientada de este a oeste, la sierra es bisectada en dos impresionantes desfiladeros (Terradets por la Noguera Pallaresa, al este, y Monrebey por la Noguera Ribagorzana, al oeste).
Los dos grandes desfiladeros dividen la cordillera en sus tres secciones tradicionales, de oeste a este: Montsec de l'Estall (o Sierra de Montgai) en Aragón, con 1331 m, Montsec d'Ares y Montsec de Rúbies (estos dos en Cataluña). Las cumbres principales son el Tozal de las Torretas (1677 m) en el sector oriental, y el Sant Alís (1676 m) en el central, este accesible por una pista. El sector occidental culmina en la punta de Santa Quitèria (1329 m).

## Flora en la antigüedad

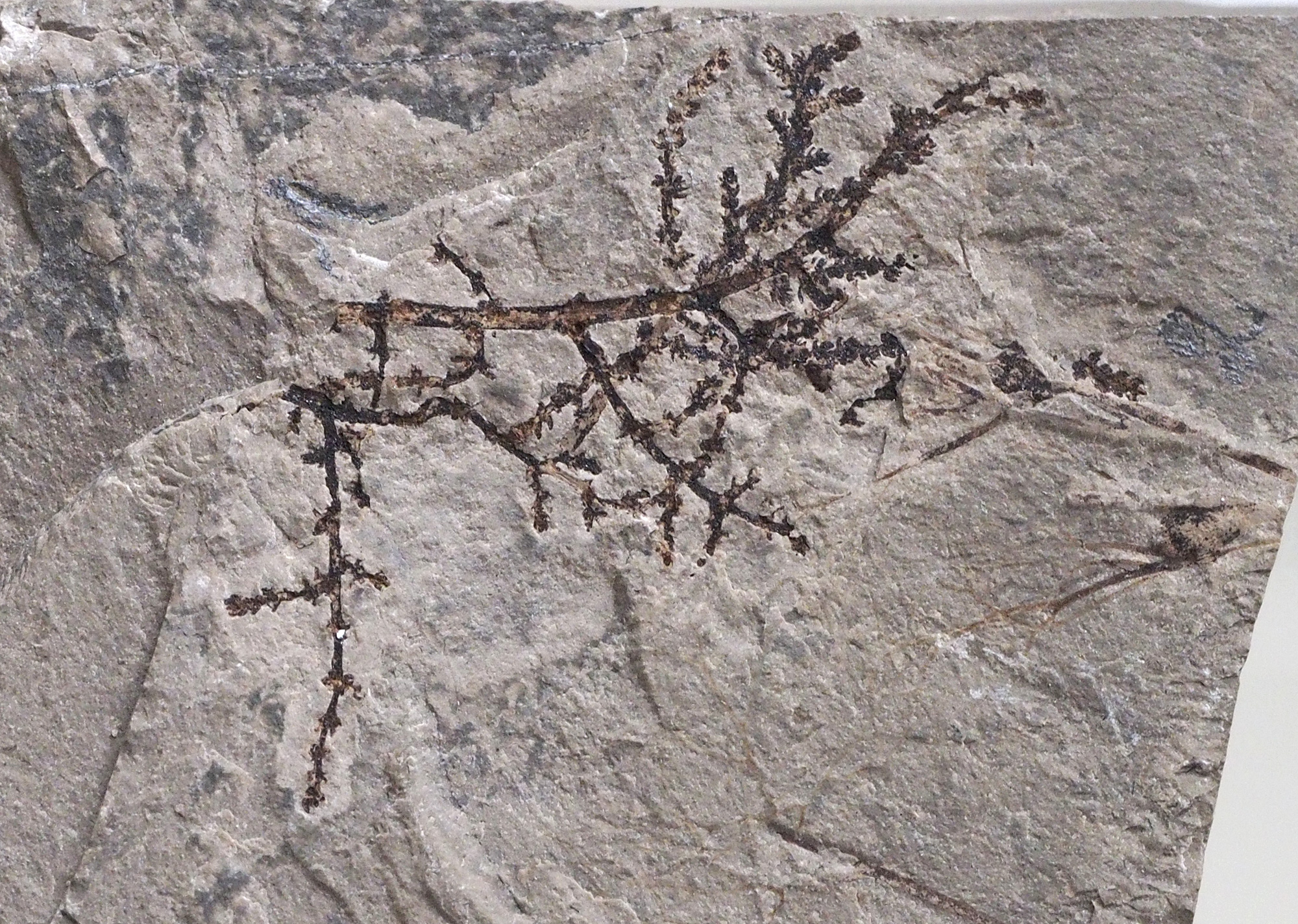
Montsechia vidalii, ejemplar en el Museo Geominero (Madrid) procedente del Montsec de Rúbies.

Varios yacimientos paleontológicos localizados en la sierra del Montsec y datados en el periodo Barremiense  del Cretácico inferior han proporcionado los restos fósiles de la primera angiosperma conocida, Montsechia vidalii.

## Turismo
El principal problema para la visita del macizo es la falta de carreteras, consecuencia de su topografía accidentada. Las principales travesías se hacen por el desfiladero de Terradets (carretera nacional de Tremp a Balaguer) y por una pista entre Sant Esteve de la Sarga y Ager, que da acceso al Sant Alís.
A partir de Balaguer se puede llegar con facilidad a bellos pueblos del sotomontano meridional, como Ager y La Baronía de Sant Oisme.